# Johnson N. Camden Jr.

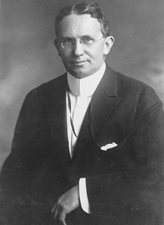
Johnson N. Camden, Jr.

Johnson Newlon Camden Jr., född 5 januari 1865 i Parkersburg, West Virginia, död 16 augusti 1942 i Kentucky, var en amerikansk demokratisk politiker. Han representerade delstaten Kentucky i USA:s senat 1914–1915. Han var son till senator Johnson N. Camden från West Virginia.
Camden gick i skola i Phillips Academy i Andover, Massachusetts. Han studerade vid Virginia Military Institute och Columbia Law School. Han bedrev sedan fortsatta juridikstudier vid University of Virginia men arbetade aldrig som advokat. Han flyttade 1890 till Kentucky och var verksam inom jordbrukssektorn.
Senator William O'Connell Bradley avled 1914 i ämbetet och efterträddes av Camden. Han efterträddes 1915 av J.C.W. Beckham.
Camden avled 1942 och gravsattes på Frankfort Cemetery i Frankfort.